# Marshall Sahlins
Marshall David Sahlins, född 27 december 1930 i Chicago i Illinois, död 5 april 2021 var en amerikansk antropolog.
Sahlins studerade ursprungligen under kulturekologen Leslie White, och hans tidiga arbete karakteriserades av ett evolutionistiskt tänkesätt. I Social Stratification in Polynesia (1958) och Moala (1962) analyserar Sahlins relationen mellan statsbildning och släktskapsorganisation i Polynesien, och visar vilka mekanismer som skapar social integration och konflikt på olika nivåer. Härigenom utvecklade han modellen om segmentära härstamningslinjer i nya riktningar. 
Sahlins senare arbete präglas av en stark kulturrelativism, och inspireras till stor del av marxistiskt och strukturalitiskt tänkande. I Stone Age Economics (1972) angriper han individualistiska och universalistiska perspektiv på ekonomiska system (inklusive förhärskande trender inom ekonomisk vetenskap). Han visar här hur ekonomi alltid är kulturellt konstituerad. I Culture and Practical Reason (1976), argumenterar han emot föreställningen om den "rationelle aktören", och visar hur alla mänskliga livsvärldar - inklusive det förment "rationaliserade" borgarsamhället - förutsätter en nivå av symbolisk mening. I senare böcker, däribland Islands of History (1985), lägger Sahlins fram en icke-etnografisk historiografi, som dock starkt präglas av ett strukturalistiskt inflytande.